# 来義郷

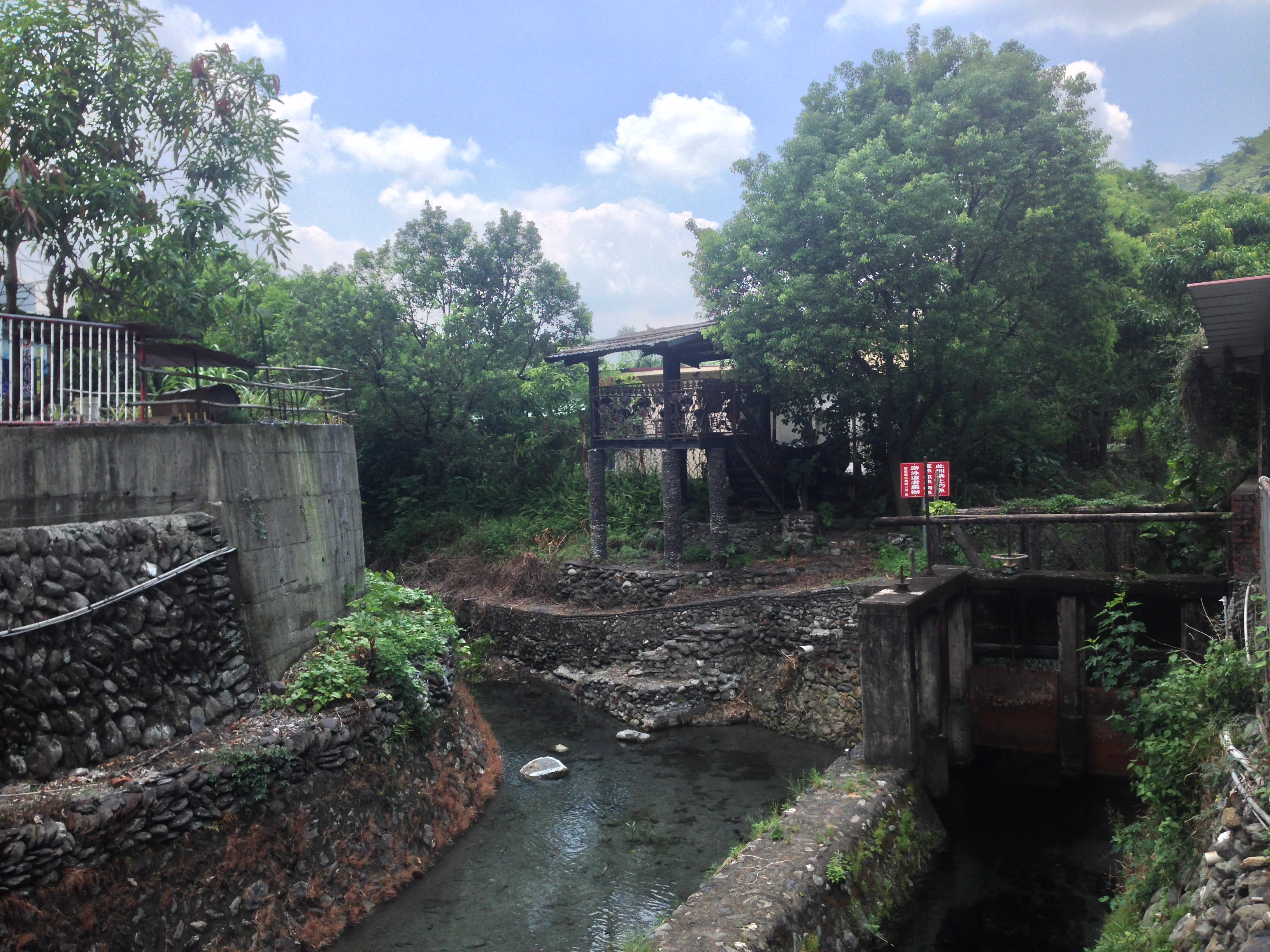
丹林村内の二峰圳

来義郷（ライイー/らいぎ-きょう）は台湾屏東県の郷。

## 地理
来義郷は屏東県東部に位置し、北は泰武郷と、東は台東県達仁郷、金峰郷と、西は万巒郷、新埤郷と、西南は枋寮郷と、南は春日郷とそれぞれ接している。
中央山脈上に位置し、平均海抜は300mの山岳地帯が大部分を占め、地勢は相当に険しい。来義渓及びその支流が郷内を流れている。住民は原住民であるパイワン族が多数を占め、全国でも最もパイワン族が多く生活する郷鎮である。

## 歴史
来義郷は古くからパイワン族ブツル系統のパウマウマック(Paumaumaq)群の活動地域であった。清代は鳳山県に属していたが、日本による統治が開始されると阿猴庁、続いて高雄州の管轄とされた。戦後初期は「チャジャアブス」部落に郷公所を設置し、「来義郷」を設置し高雄県の管轄された。1950年に屏東県に帰属するようになり現在に至っている。

## 行政区
| 村                                                     |
| ------------------------------------------------------ |
| 来義村、義林村、丹林村、古楼村、文楽村、望嘉村、南和村 |

## 歴代郷長
| 代 | 氏名 | 着任日 | 退任日 |
| -- | ---- | ------ | ------ |

## 教育

### 高級中学
- 屏東県立来義高級中学

### 国民小学
- 屏東県立望嘉国民小学
- 屏東県立文楽国民小学
- 屏東県立南和国民小学
- 屏東県立古楼国民小学
- 屏東県立来義国民小学
- 屏東県立来義国小内社分校

## 交通
| 種別 | 路線名称 | その他 |
| ---- | -------- | ------ |

## 観光
- 来義大峡谷
- 丹林瀑布群
- 丹林吊橋
- 大後渓鴛鴦瀑布
- 五年祭
- 望嘉回音谷
- 文楽蝴蝶谷
- 古楼旧部落遺址
- 棚集山